# Telamona dorana
Telamona dorana är en insektsart som beskrevs av Ball. Telamona dorana ingår i släktet Telamona och familjen hornstritar. Inga underarter finns listade i Catalogue of Life.